# Le Cœur sous le rouleau compresseur
Le Cœur sous le rouleau compresseur est le second roman d'Howard Buten.
Ce livre est la suite de Quand j'avais cinq ans je m'ai tué.

## Résumé
Dix ans après, Gil, étudiant, puis adulte retrouve Jessica a plusieurs reprises.
Quel sera leur destin ?